# Hyposerica
Hyposerica är ett släkte av skalbaggar. Hyposerica ingår i familjen Melolonthidae.

## Dottertaxa tillHyposerica, i alfabetisk ordning[1]
- Hyposerica abdominalis
- Hyposerica blanchardi
- Hyposerica borbonnica
- Hyposerica carinata
- Hyposerica castanea
- Hyposerica castanipes
- Hyposerica cinnamomea
- Hyposerica costata
- Hyposerica courtoisi
- Hyposerica cruciata
- Hyposerica dauphinensis
- Hyposerica definitiva
- Hyposerica defloccata
- Hyposerica delecta
- Hyposerica delibuta
- Hyposerica delumba
- Hyposerica diegana
- Hyposerica disjuncta
- Hyposerica dorsalis
- Hyposerica flaveola
- Hyposerica flavicornis
- Hyposerica fuliginosa
- Hyposerica geminata
- Hyposerica goudoti
- Hyposerica grandidieri
- Hyposerica grossa
- Hyposerica humbloti
- Hyposerica imitans
- Hyposerica inflata
- Hyposerica iridescens
- Hyposerica klugi
- Hyposerica laevigata
- Hyposerica maculata
- Hyposerica madagascariensis
- Hyposerica martialis
- Hyposerica mauritii
- Hyposerica micans
- Hyposerica midongyensis
- Hyposerica mystica
- Hyposerica nucea
- Hyposerica opaca
- Hyposerica orbiculata
- Hyposerica pernitida
- Hyposerica pexicollis
- Hyposerica pierroni
- Hyposerica porphyrea
- Hyposerica pruinosella
- Hyposerica rosettae
- Hyposerica rufina
- Hyposerica submetallica
- Hyposerica subrugipennis
- Hyposerica suturalis
- Hyposerica tibialis
- Hyposerica vinsoni